# Notharchus macrorhynchos
Notharchus macrorhynchos là một loài chim trong họ Bucconidae.